# إيمي هدسون
إيمي هدسون (5 فبراير 1916 - 1 أغسطس 2003) (بالإنجليزية: Amy Hudson)‏ هي لاعبة كريكت أسترالية. شاركت مع منتخب أستراليا الوطني للكريكت.

## وصلات خارجية
- إيمي هدسون على موقع إي آس بي آن كريك إنفو (الإنجليزية)